# Reni Eddo-Lodge

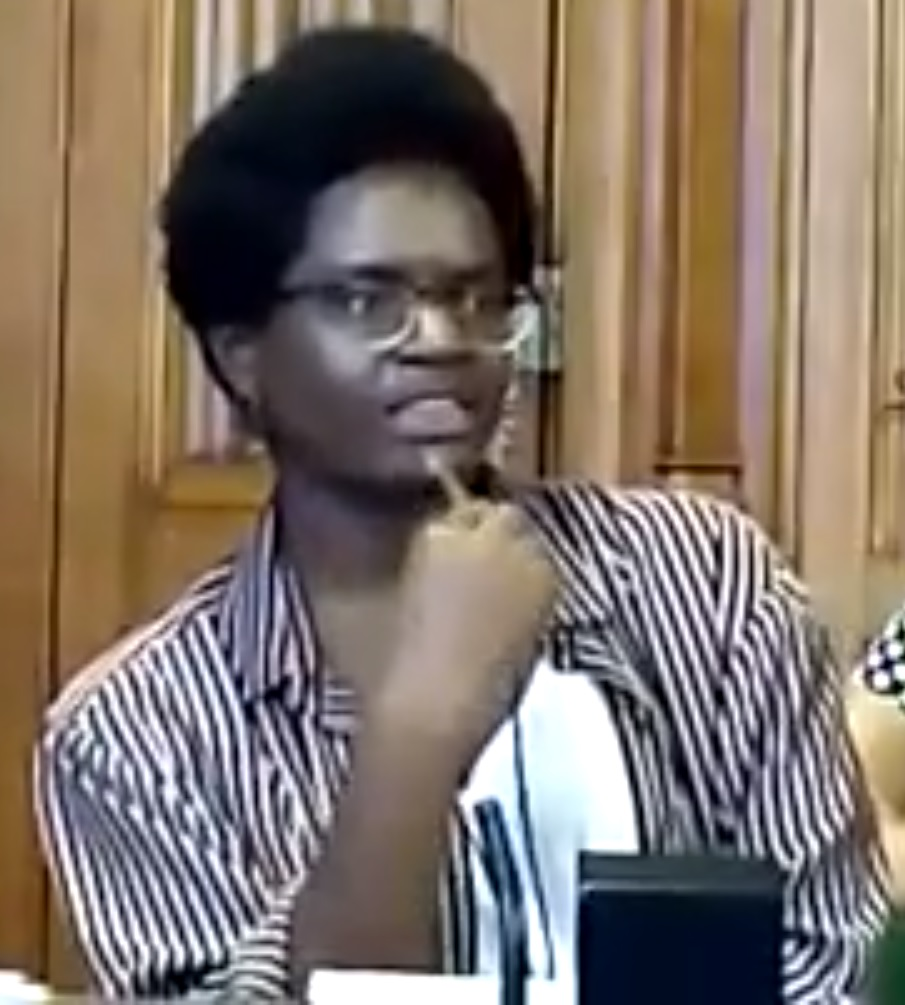
Reni Eddo-Lodge (2014)

Reni Eddo-Lodge (* 25. September 1989) ist eine britische Kolumnistin und Schriftstellerin, mit Schwerpunkt auf Feminismus und Rassismus.

## Leben
Eddo-Lodge, deren Mutter nigerianischer Abstammung ist, wuchs in London auf. Sie besuchte die St Anne’s Catholic High School in Enfield.
Im Jahr 2011 schloss sie an der University of Central Lancashire ihr Studium in Englischer Literatur ab. Während ihrer Studienjahre befasste sie sich eingehend mit Feminismus. Im Jahr 2010 nahm sie an den landesweiten Studentenprotesten gegen Kürzungen im Bildungsbereich und Erhöhung der Universitätsgebühren teil. Sie wurde Teil der Studierendenvertretung ihrer Universität und war 2012/13 Mitglied des National Executive Committee der Dachorganisation der Studentenvereinigungen (National Union of Students).
Als freie Journalistin veröffentlichte Eddo-Lodge Beiträge in The New York Times, The Guardian, The Independent, The Daily Telegraph, The Voice, BuzzFeed, Vice, i-D und in Dazed and Confused.
Im Jahr 2017 veröffentlichte Eddo-Lodge ihr Buch Why I’m No Longer Talking to White People About Race (deutsch wörtlich: „Warum ich nicht mehr mit Weißen über Rasse spreche“, übersetzt als Warum ich nicht länger mit Weißen über Hautfarbe spreche). Das Buch basiert auf einem Beitrag in ihrem Blog von 2014.

## Veröffentlichungen
- Reni Eddo-Lodge: Why I’m No Longer Talking to White People About Race. Bloomsbury Trade, London / Oxford / New York / New Delhi / Sydney 2017, ISBN 978-1-4088-7056-3.
  - deutsch: Warum ich nicht länger mit Weißen über Hautfarbe spreche. Aus dem Englischen von Anette Grube. Tropen Verlag, Stuttgart 2018, ISBN 978-3-608-50419-4.

## Ehrungen und Auszeichnungen
- 2010 Channel 4 News: Young Blogger of the Year[6]
- 2014 The Guardian: Top 30 Young People in Digital Media[7]
- 2014 The Root: 30 Viral Voices Under 30[8]
- 2014 Elle: Inspire 100[9]
- 2018 Jhalak Prize (Auszeichnung als Buch des Jahres von einem Writer of Colour) für Why I’m No Longer Talking to White People About Race[10]
- 2018 Bread and Roses Award for Radical Publishing für Why I'm No Longer Talking to White People About Race (joint winner)[11]
- 2019 Aufnahme in die Anthologie New Daughters of Africa von Margaret Busby